# 5966 Томеко
5966 Томеко (5966 Tomeko) — астероїд головного поясу, відкритий 15 листопада 1990 року.
Тіссеранів параметр щодо Юпітера — 3,238.
Названо на честь Томеко (яп. とめこ(とめ子) томеко).